# Uroleucon illini
Uroleucon illini är en insektsart som först beskrevs av Hottes och Theodore Henry Frison 1931.  Uroleucon illini ingår i släktet Uroleucon och familjen långrörsbladlöss. Inga underarter finns listade i Catalogue of Life.